# Piotr Jarecki
Piotr Jarecki (ur. 29 czerwca 1955 w Sierpcu) – polski duchowny rzymskokatolicki, doktor nauk społecznych, biskup pomocniczy warszawski od 1994.

## Życiorys
Urodził się 29 czerwca 1955 w Sierpcu. Ukończył tamtejsze Liceum Ogólnokształcące im. mjra Henryka Sucharskiego. Studiował w seminariach duchownych w Płocku i w Warszawie. Święceń prezbiteratu udzielił mu 1 czerwca 1980 w archikatedrze św. Jana Chrzciciela w Warszawie kardynał Stefan Wyszyński. W Akademickim Studium Teologii Katolickiej w Warszawie uzyskał licencjat z teologii w zakresie katolickiej nauki społecznej, zaś na Papieskim Uniwersytecie Gregoriańskim w Rzymie – doktorat z nauk społecznych.
Przez dwa lata był wikariuszem w parafii Matki Bożej Anielskiej w Skolimowie. Po powrocie ze studiów w Rzymie piastował urząd referenta w sekretariacie prymasa Polski oraz był wykładowcą nauk społecznych w Wyższym Metropolitalnym Seminarium Duchownym św. Jana Chrzciciela i na Papieskim Wydziale Teologicznym w Warszawie. Od 1994 do czasu objęcia urzędu biskupiego pełnił funkcję zastępcy sekretarza generalnego Konferencji Episkopatu Polski.
16 kwietnia 1994 został mianowany biskupem pomocniczym archidiecezji warszawskiej ze stolicą tytularną Avissa. Święcenia biskupie otrzymał 23 kwietnia 1994 w archikatedrze św. Jana Chrzciciela w Warszawie. Głównym konsekratorem był kardynał Józef Glemp, arcybiskup metropolita warszawski i prymas Polski, a współkonsekratorami Kazimierz Romaniuk, były biskup pomocniczy warszawski, ówczesny biskup diecezjalny warszawsko-praski, Marian Duś, biskup pomocniczy warszawski, i arcybiskup Jorge María Mejía, sekretarz Kongregacji ds. Biskupów. Jako dewizę biskupią przyjął słowa „Testimonium perhibere veritati” (Dawać świadectwo prawdzie). W archidiecezji warszawskiej objął funkcje: wikariusza generalnego, archidiakona kapituły metropolitalnej warszawskiej, członka rady biskupiej, rady kapłańskiej i kolegium konsultorów.
W 2013 sąd pierwszej instancji stwierdził, że w październiku 2012 hierarcha prowadził samochód w stanie nietrzeźwości, i skazał go na karę 6 miesięcy pozbawienia wolności z warunkowym zawieszeniem jej wykonania na dwuletni okres próby, orzekł wobec niego grzywnę w kwocie 2400 zł, czteroletni zakaz prowadzenia pojazdów i świadczenie pieniężne w wysokości 4000 zł na rzecz Funduszu Pomocy Pokrzywdzonym oraz Pomocy Postpenitencjarnej. Po zdarzeniu drogowym duchowny przestał pełnić obowiązki biskupa, a po wyroku sądu Stolica Apostolska zawiesiła go w funkcjach biskupich. W marcu 2015 czasowo na nowo podjął obowiązki biskupa pomocniczego, a w listopadzie 2015 został trwale przywrócony do pracy w archidiecezji i ponownie objął urząd wikariusza generalnego.
W ramach Konferencji Episkopatu Polski w latach 1996–2003 był krajowym asystentem kościelnym Akcji Katolickiej w Polsce. W latach 2004–2012 pełnił funkcję przewodniczącego Zespołu KEP ds. Unii Europejskiej i reprezentował KEP w Komisji Konferencji Biskupów Wspólnoty Europejskiej, gdzie w latach 2006–2012 zajmował stanowisko wiceprzewodniczącego. Objął ponadto funkcje przewodniczącego Rady ds. Społecznych i członka Rady ds. Środków Społecznego Przekazu KEP. W 1998 został członkiem Papieskiej Rady Iustitia et Pax. Przewodniczył Zespołowi ds. Wizyty Apostolskiej Ojca Świętego Benedykta XVI w 2006. W 2003 był w gronie założycieli Fundacji Nadzieja, w której objął funkcję przewodniczącego Rady Fundatorów.